# Flugplatz Bamberg-Breitenau

i7
i11
i13
Der Flugplatz Bamberg-Breitenau (ICAO-Code: EDQA) ist der Sonderlandeplatz der oberfränkischen Stadt Bamberg. Er wurde von 1945 bis 2012 unter dem Namen Bamberg Army Airfield (ICAO-Code: ETEJ) von der US Army betrieben, aber bereits in dieser Zeit hauptsächlich für zivilen Flugverkehr genutzt. Heute ist der Flugplatz für Sport-, Segel- und Geschäftsflugzeuge für VFR und IFR Verkehr bis 10 t Höchstabflugmasse (MTOW) zugelassen, eine Betankungsanlage ist vorhanden. Betreiber sind die Stadtwerke Bamberg in Zusammenarbeit mit dem Aero-Club Bamberg, der für die Abwicklung des Flugbetriebs verantwortlich ist.

## Lage und Verkehrsanbindung
Der Flugplatz befindet sich zwischen den Haßbergen, dem Thüringer Wald und dem Fichtelgebirge nahe der Fränkischen Schweiz, ca. 3 km nordöstlich vom Stadtzentrum Bamberg in unmittelbarer Nähe des Autobahnkreuzes Bamberg (südlich der A 70 Schweinfurt – Bayreuth und westlich der A 73 Suhl – Nürnberg), nahe dem Berliner Ring (B 22) an der Zeppelinstraße in 96052 Bamberg. Er liegt auf einer Höhe von 811 ft/248 m über MSL sowie am Zusammentreffen der GAFOR-Gebiete 54/56/57; die Platzfrequenz beträgt 123,440 MHz. Besucher finden kostenlose PKW- und Fahrrad-Stellplätze vor. Der Flugplatz ist an das städtische Busnetz und den Verkehrsverbund Großraum Nürnberg (VGN) angebunden. Die Linie 914 fährt stündlich ab Haltestelle Bruckertshof in die Bamberger Innenstadt. Alternativ kann auch die Line 931 ab P+R Kronacher Straße genutzt werden. Diese fährt im 10- bis 15-Minuten-Takt, der Fußweg dorthin beträgt ca. 10 Minuten. Alle Informationen sowie Fahrplanauskünfte für Sonn- und Feiertage befinden sich auf den Internetseiten der Stadtwerke Bamberg.

## Geschichte
- 1890 wurde auf dem Gelände des heutigen Flugplatzes ein Exerzierplatz für das 5. Königlich-Bayerische Infanterie-Regiment eingerichtet.[1]
- 1912 waren mit der Grade II „Libelle“ und dem Sachsen Doppeldecker die ersten beiden Motorflugzeuge Deutschlands in Bamberg zu sehen. Die erste Flugzeughalle für die neu gegründete Königlich Bayerische Fliegertruppe wurde gebaut, 1916 eine Kriegsfliegerschule eingerichtet.
- 1917 wurde der Exerzierplatz als Militärflugplatz umgebaut. Im Endstadium des Ersten Weltkrieges befand sich eine Militärfliegerschule mit 90 Flugzeugen für insgesamt 100 Flugschüler mit einem Personalstand von 323 Mitarbeitern auf der Breitenau.
- Nach dem Ende des Ersten Weltkrieges 1918 wurde der Flugplatz parallel für die zivile Luftfahrt und als militärisches Übungsgelände genutzt.
- 1920 wurden alle militärischen Gebäude (Flughallen, Unterkünfte) abgerissen.
- 1925 wurde eine Segelflughalle errichtet, die bis 2014 als solche genutzt wurde.
- Ab 1926 nutzte die Oberfränkische Verkehrsfluggesellschaft den Flugplatz, die sich aber bald wegen Insolvenz auflöste.
- Nun dominierte in Bamberg der Flugsport, der ab 1933 zunehmend der vormilitärischen Ausbildung diente. Während des Zweiten Weltkriegs diente der Flugplatz Bamberg-Breitenau als Außenlandeplatz für Flugzeuge der Luftwaffe, vor allem für die Verteidigung Nürnbergs.
- 1945 belegten Heeresfliegereinheiten der US Army das Gelände, die private Fliegerei war in Deutschland verboten
- 1951 genehmigten die US-Behörden einen zivilen Parallel-Betrieb für Sport- und Geschäftsflüge durch den Aero-Club Bamberg.
- 1958 begeisterte der erste Großflugtag die Bevölkerung aus Stadt und Land.
- Seit 1969 ist der Flugplatz Bamberg-Breitenau Stützpunkt der Luftrettungsstaffel Bayern.
- 1989 fand das erste Oldtimertreffen statt, dem bis 2009 acht weitere folgten.
- 1998 wurde die ursprünglich 635 m lange Landebahn auf 1190 m verlängert. Werksflugverkehr mit Düsenflugzeugen wurde aufgenommen.
- 2011 erfolgte ein Stadtratsbeschluss für den dauerhaften Erhalt des Sonderlandeplatzes Bamberg-Breitenau.
- Am 28. Juni 2012 wurde die militärische Nutzung des Flugplatzes durch die US Army aufgegeben und dieser an die Bundesrepublik Deutschland zurückgegeben. Nach rund 100 Jahren militärischer Nutzung mit dem ICAO-Code ETEJ wird der Flugplatz Bamberg-Breitenau seitdem nur noch zivil genutzt und bekam vorübergehend den ICAO-Code EDEJ.
- 2013 wurden zwei Fliegerbomben aus dem Zweiten Weltkrieg erfolgreich entschärft. Die Asphaltbahn wurde erneuert, auf 1253 m verlängert und auf 23,5 m verbreitert, und eine Unterflurbefeuerung wurde installiert. Es folgte die Wiedereröffnung als ziviler Sonderlandeplatz unter dem neuen ICAO-Code EDQA. Die Landerichtungen der Asphaltbahn wurden wegen der Änderung des Erdmagnetfelds von 04 auf 03 und von 22 auf 21 korrigiert. Gegen den Ausbau wurden zuvor Bedenken aus Gründen des Lärm- und Umweltschutzes sowie hinsichtlich der Kosten-Nutzen-Analyse geäußert.[5]
- 2014–2016 wurden alle alten Vereinsgebäude abgerissen. Das Vereins- und Betriebsgebäude, der Turm und die Flugzeughalle wurden neu gebaut. Für die Modernisierung des Flugplatzes wendete die Stadt im Zuge der Unternehmensansiedlung der Firma Brose insgesamt 4,6 Millionen Euro auf.
- 2015 erwarb die Stadt Bamberg den Sonderlandeplatz Breitenau von der Bundesanstalt für Immobilienaufgaben. Wirtschaftlicher Betreiber wurde die Stadtwerke Bamberg Verkehrs- und Park-GmbH, die Abwicklung des Flugbetriebs liegt weiterhin beim Aero-Club Bamberg e. V.
- 2017 wurde der Flugplatz Bamberg-Breitenau für Luftfahrzeuge mit bis zu 10 t Höchstabflugmasse zugelassen.
- Im selben Jahr wurde seitens der Bayerischen Staatsregierung beschlossen, den Sonderflugplatz für Instrumentenflugverfahren (IFR) auszurüsten.
- 2018/2019 wurde die Segelflug-Schleppstrecke gedreht, sodass sie beinahe parallel zur Asphaltbahn verläuft. Die Landerichtungen im Segelflug bleiben nach wie vor 04 und 22.
- Seit 2019 wurde der Flugplatz für die Einrichtung des IFR-Verfahrens umgebaut. Im Zuge dessen wurde der Flugplatz 2019 komplett umzäunt. Anstelle des ursprünglich geplanten IFR-Verfahrens nur für Helikopter wurde nun stattdessen ein solches für Flächenflugzeuge eingeführt, nachdem eine Änderung der EU-Richtlinien dies möglich machte.[6] Die Instrumentenflugverfahren sind zum 20. Dezember 2021 in Kraft getreten.

## Flugplatzanlagen
Die Betriebsgebäude am Flugplatz sind gegliedert in
- den Turm, von dem aus in der Nähe befindlichen Luftfahrzeugen auf Anfrage Informationen erteilt werden,
- das Vereins- und Betriebsgebäude des Aero-Clubs Bamberg e. V., in dem Flugvorbereitung, Unterricht, Verwaltung und Versammlungen stattfinden,
- die Flugzeughalle, in der die 11 Segelflieger, 2 Motorsegler, 5 Motorflieger und der Tragschrauber Platz finden, die am Bamberger Flugplatz stationiert sind,
- zwei Werkstätten, je eine für den Motor- und eine für den Segelflug,
- die Hängerhalle für die Anhänger, in denen die Segelflugzeuge transportiert werden können, und
- die Tankanlage, an der AvGas, JET A-1 und MoGas verfügbar sind.

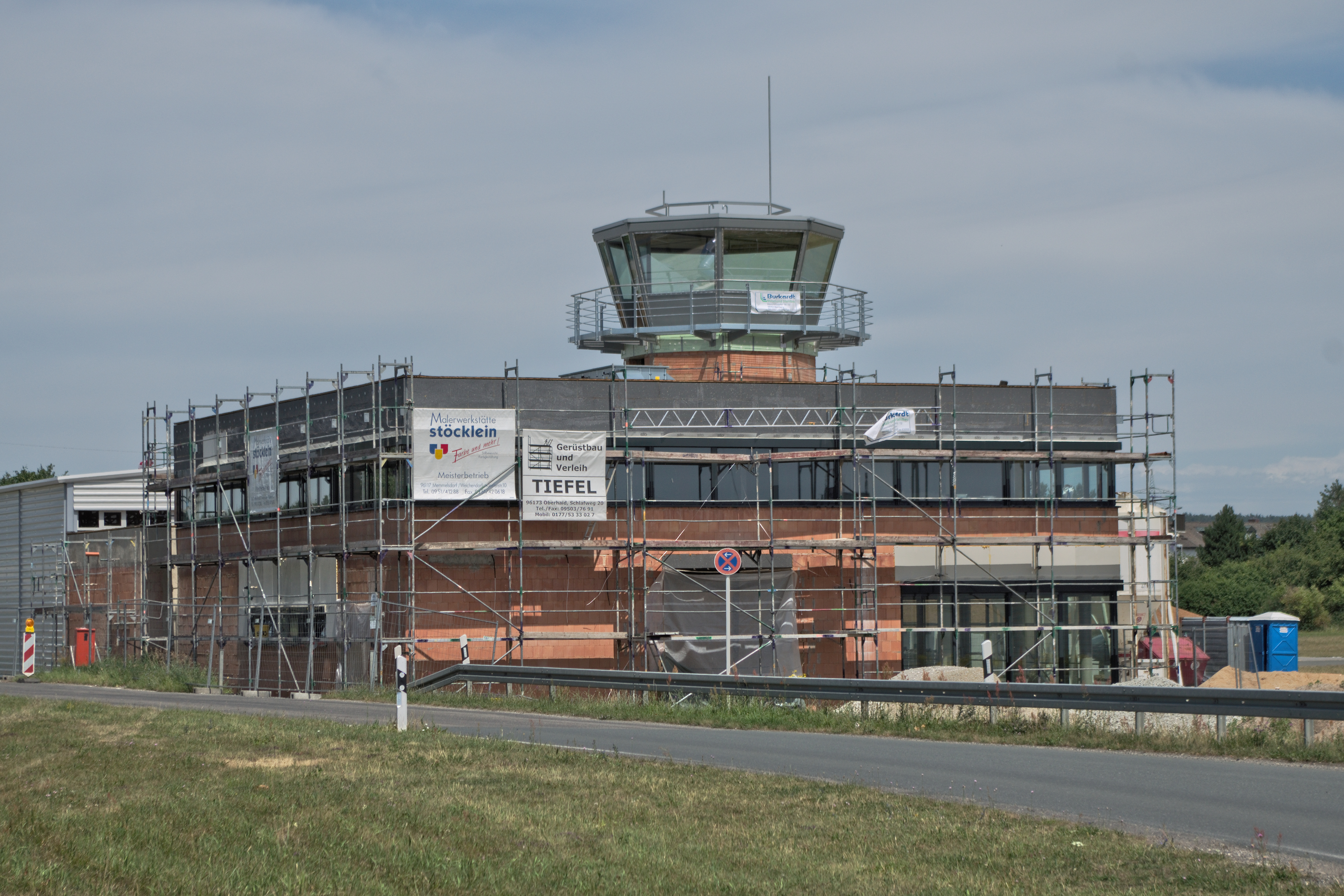
Rohbau des neuen Towers (2015)

Weitere Informationen insbesondere zu den Betriebszeiten und PPR findet man auf der Website des Aero-Clubs Bamberg.
Am Flugplatz befindet sich das italienische Restaurant „Ristorante Azzurro“.

## Nutzung
Am Flugplatz erfolgen in erster Linie zivile Starts und Landungen von Sport-, Segel- und Geschäftsreiseflugzeugen. Der Flugplatz wird dabei im Wesentlichen von zwei verschiedenen Interessengruppen genutzt: Zum einen vom Aero-Club Bamberg e.V für Motor-, Motorsegler-, Ultraleicht- und Segelflug, zum anderen von der Firma Brose und vom BHS Helikopterservice, inzwischen BHS Aviation, der in Kooperation mit der DC Aviation Stuttgart Helikopter-Charterflüge anbietet.
Der starke Einbruch der Startanzahl im Jahr 2013 ist auf die Umbaumaßnahmen der Landebahn mit daraus folgendem Landeverbot zurückzuführen.

## Gegenwärtiger Ausbau
Da eine weitere Verlängerung der Startbahn aufgrund örtlicher Gegebenheiten kaum möglich ist, gab es in den 2010ern Überlegungen, gemeinsam mit Coburg einen neuen Verkehrslandeplatz zwischen den beiden Städten zu bauen, da auch Coburg einen neuen, größeren Verkehrslandeplatz plante. Ein möglicher Standort wäre bei Rattelsdorf gewesen. Jedoch wurden diese Pläne inzwischen fallen gelassen.
Am 4. September 2017 veröffentlichte die Bayerische Staatsregierung eine Presseinformation, in der sie darüber informierte, dass zur dauerhaften Sicherung des Werkflugverkehrs mit Geschäftsflugzeugen in Oberfranken der Sonderlandeplatz Bamberg-Breitenau nach neuen luftfahrtrechtlichen Bestimmungen für den Instrumentenflugverkehr von Flugzeugen und Helikoptern ertüchtigt werden sollte. Die Umsetzung des Beschlusses fand ab 2019 bis Ende 2021 statt. Dabei wurden unter anderem die Beleuchtung der Start- und Landebahn sowie des Vorfelds erweitert, Anflughilfen und Wetteranlagen installiert sowie eine Notstromversorgung aufgebaut. Die Instrumentenflugverfahren sind zum 20. Dezember 2021 in Kraft getreten.

## Umwelt
Aus Lärmschutzgründen gilt über der Stadt die Mindestflughöhe von 3.000 ft MSL. Auch die Lage der Platzrunden wurde so gewählt, dass die benachbarten Anwohner möglichst wenig vom Flugbetrieb gestört werden.
Die Planungen für die Ausweisung eines Naturschutzgebietes auf dem Sonderlandeplatz laufen an, nachdem sich die Stadt Bamberg und der BUND Naturschutz darauf verständigt haben.

## Zwischenfälle
- Am 17. September 2023 stürzte der motorisierte Schulterdecker D-EOLP vom Typ Cessna 182 beim Abflug von EDQA ab, zerbrach und geriet in Brand. Der 61-jährige Pilot wurde hierbei alleinbeteiligt lebensgefährlich verletzt und verstarb später im Krankenhaus, das Fluggerät wurde vollkommen zerstört.[13][14][15][16]